# Parasteatoda hammeni
Parasteatoda hammeni là một loài nhện trong họ Theridiidae.
Loài này thuộc chi Parasteatoda. Parasteatoda hammeni được Pater Chrysanthus miêu tả năm 1963.